# Tour du Finistère 2009
Il Tour du Finistère 2009, ventiquattresima edizione della corsa e valida come evento dell'UCI Europe Tour 2009 categoria 1.1, si svolse il 18 aprile 2009 su un percorso totale di circa 199,3 km. Fu vinto dal francese Dimitri Champion che terminò la gara in 4h28'07", alla media di 44,6  km/h.
Al traguardo 62 ciclisti portarono a termine il percorso.

## Ordine d'arrivo (Top 10)
| Pos. | Corridore        | Squadra       | Tempo    |
| ---- | ---------------- | ------------- | -------- |
| 1    | Dimitri Champion | Bretagne      | 4h28'07" |
| 2    | Pierrick Fédrigo | Bouygues Tel. | a 6"     |
| 3    | Anthony Geslin   | F. des Jeux   | a 14"    |
| 4    | Sébastien Minard | Cofidis       | a 28"    |
| 5    | Nicolas Jalabert | Agritubel     | s.t.     |
| 6    | David Le Lay     | Agritubel     | a 30"    |
| 7    | Romain Feillu    | Agritubel     | s.t.     |
| 8    | Julien Mazet     | Auber 93      | s.t.     |
| 9    | Sébastien Joly   | F. des Jeux   | s.t.     |
| 10   | Julien Simon     | Besson Chaus. | s.t.     |